# ¡Adios Amigos!
¡Adios Amigos! (с исп. — «Прощайте, друзья!») — четырнадцатый и последний студийный альбом американской панк-рок-группы Ramones. Выпущен 18 июня 1995 года на лейбле Radioactive Records. Спустя год после выпуска альбома и последующего тура Ramones распались.

## Об альбоме
Вошедшие в ¡Adiós Amigos! треки «Making Monsters For My Friends» и «It’s Not For Me to Know» были первоначально записаны Ди Ди Рамоном для своего альбома I Hate Freaks Like You , который он записал вместе с проектом I.C.L.C., и для альбома The Crusher, в котором Ди Ди Рамон поэкспериментировал с хип-хопом под псевдонимом Ди Ди Кинг. Также в альбом вошли кавер-версии песен Тома Уэйтса («I Don’t Want to Grow Up») и Джонни Сандерса («I Love You»).
В японской версии альбома в качестве бонус-трека была добавлена песня «R.A.M.O.N.E.S.», ранее записанная Motörhead как дань уважения к Ramones для своего альбома 1916. В американскую версию альбома в качестве бонус-трека была добавлена песня «Spider-Man», которая ранее была записана Ramones для трибьют-сборника Saturday Morning. Си Джей Рамон заменил на вокале Ди Ди во время записи 2, 4, 8 и 10 трека, включая бонус-трек «R.A.M.O.N.E.S.» Сам Ди Ди Рамон появился в качестве гостя на треке «Born to Die in Berlin», где исполнил партии на немецком языке под фонограмму телефона.

## Обложка
Обложка альбома, на которой запечатлены два аллозавра, носящие мексиканские шляпы, является обработкой картины художника Марка Костаби «Эназавры». В оригинале картины аллозавры носили ведьмовские колпаки. На задней обложке альбома запечатлены повёрнутые спинами участники группы, которые связаны и готовятся к расстрелу. Запечатлённый на обложке мексиканец — Монте Мелник, давний менеджер группы.

## Успех
| Оценки критиков      | Оценки критиков                                                          |
| Источник             | Оценка                                                                   |
| -------------------- | ------------------------------------------------------------------------ |
| AllMusic             | [ 2 ]                                                                    |
| Entertainment Weekly | A−                                                                       |
| Punknews.org         | [ 4 ]                                                                    |
| Q                    | 3 из 5 звёзд · 3 из 5 звёзд · 3 из 5 звёзд · 3 из 5 звёзд · 3 из 5 звёзд |
| Robert Christgau     | [ 5 ]                                                                    |
| Rolling Stone        | 3 из 5 звёзд · 3 из 5 звёзд · 3 из 5 звёзд · 3 из 5 звёзд · 3 из 5 звёзд |
| Uncut                | 3 из 5 звёзд · 3 из 5 звёзд · 3 из 5 звёзд · 3 из 5 звёзд · 3 из 5 звёзд |

¡Adiós Amigos! получил смешанные и положительные отзывы от журналов Rolling Stone и Uncut и рассматривался поклонниками в качестве «возвращения группы к форме».
Кавер-версия песни Тома Уэйтса «I Don’t Want to Grow Up» стала своего рода хитом Ramones и достигла 30-го места в хит-параде современного рока журнала Billboard — впервые в истории группы, до того безуспешно пытавшейся пробиться в чарты синглов.

## Список композиций
| №  | Название                        | Автор(ы)                  | Длительность |
| -- | ------------------------------- | ------------------------- | ------------ |
| 1. | «I Don’t Want to Grow Up»       | Том Уэйтс, Катлин Бреннан | 2:46         |
| 2. | «Makin Monsters for My Friends» | Ди Ди Рамон, Даниэль Рей  | 2:35         |
| 3. | «It’s Not for Me to Know»       | Ди Ди Рамон, Даниэль Рей  | 2:51         |
| 4. | «The Crusher»                   | Ди Ди Рамон, Даниэль Рей  | 2:27         |
| 5. | «Life’s a Gas»                  | Джоуи Рамон               | 3:34         |
| 6. | «Take the Pain Away»            | Ди Ди Рамон, Даниэль Рей  | 2:42         |
| 7. | «I Love You»                    | Джонни Сандерс            | 2:21         |

| №   | Название                | Автор(ы)                             | Длительность |
| --- | ----------------------- | ------------------------------------ | ------------ |
| 8.  | «Cretin Family»         | Ди Ди Рамон, Даниэль Рей             | 2:09         |
| 9.  | «Have a Nice Day»       | Марки Рамон, Гарретт Джеймс Ухлеброк | 1:39         |
| 10. | «Scattergun»            | Си Джей Рамон                        | 2:30         |
| 11. | «Got a Lot to Say»      | Си Джей Рамон                        | 1:41         |
| 12. | «She Talks to Rainbows» | Джоуи Рамон                          | 3:14         |
| 13. | «Born to Die in Berlin» | Ди Ди Рамон, Джон Карко              | 3:32         |

| №   | Название                                                       | Автор(ы)                           | Длительность |
| --- | -------------------------------------------------------------- | ---------------------------------- | ------------ |
| 14. | «R.A.M.O.N.E.S.» (На японском издании Си Джей Рамон на вокале) | Motörhead                          | 1:24         |
| 15. | «Spider-Man» (На американском издании)                         | Пол Фрэнсис Уэбстер, Роберт Харрис | 1:56         |

## Участники записи
- Джоуи Рамон — ведущий вокал (кроме 2, 4, 8 и 10 треков)
- Джонни Рамон — ведущая гитара
- Си Джей Рамон — бас-гитара, бэк и ведущий вокал (2, 4, 8 и 10 треки)
- Марки Рамон — ударные
- Ди Ди Рамон — соведущий вокал (13 трек)

## Позиция в чартах

### Альбом
| Год  | Чарт          | Позиция |
| ---- | ------------- | ------- |
| 1995 | Billboard 200 | 148     |

### Синглы
| Год  | Сингл                     | Чарт               | Позиция |
| ---- | ------------------------- | ------------------ | ------- |
| 1995 | «I Don’t Want to Grow Up» | Modern Rock Tracks | 30      |